# 더 박스 (2009년 영화)
《더 박스》(영어: The Box)는 2009년 공개된 미국의 스릴러 영화이다. 리처드 켈리가 연출과 각본을 맡았다. 캐머런 디애즈와 제임스 마즈든이 어느 날 한 신비한 남자(프랭크 랜젤라 분)로부터 상자에 달린 단추를 누르면 100만 달러를 주겠다는 제안을 받는 부부를 연기하였다.

## 줄거리
1976년 알링턴 스튜어트는 화성 착륙선이 첫 번째 사진을 전송한 직후에 벼락을 맞고 죽었다가 몸에 외계 생명 혹은 다른 차원의 존재가 깃들면서 되살아난 뒤 인류의 존속 가치를 가늠하기 위해 독자를 키우는 마흔 이하의 금슬 좋은 부부를 대상으로 기묘한 상자를 활용하는 실험 하나를 시작한다. 이 실험은 국가안보국(NSA) 등 미국 정부 주요 기관의 협조와 묵인 하에 이뤄진다.
미국 항공 우주국(NASA) 엔지니어 아서와 교사 노마 루이스 부부는 어느 날 현관 앞에서 선물 포장을 발견한다. 안에는 상단에 빨간 단추가 달린 상자와 곧 스튜어트 씨가 방문할 거라는 쪽지가 들어있다. 곧 집을 찾아온 스튜어트 씨로부터 단추를 누르면 100만 달러를 받는 대신 알지 못하는 누군가 사망한다는 설명을 들은 노마는 고민 끝에 단추를 누르고, 그 순간 어떤 여자가 총에 맞아 쓰러진다. 스튜어트 씨는 약속대로 100만 달러를 주고 상자를 회수하면서 부부가 모르는 누군가 이 상자를 넘겨받게 될 거라고 통보한다. 아서가 돈을 돌려주려고 하자 스튜어트 씨는 거절한다.
이 실험의 전제는 개인 욕망을 희생하지 않는 한 인류는 생존할 수 없다는 것이며, 일정 명수 이상이 상자 단추를 누르지 않아 인류가 자유의지를 바탕으로 이타주의를 실현할 수 있다는 게 증명되면 실험이 종료될 예정이라는 게 암시된다. 그러나 노마의 예에서 알 수 있듯이 이는 도달하기 어려워보이는 목표이다.
아들 월터가 갑자기 납치된 후 전 나사 직원이 아서에게 접근한다. 그는 아서와 똑같이 갑자기 상자를 받아 아내가 단추를 누른 뒤 돈을 받았고 딸이 납치되는 경험을 했으며, 마지막에는 딸과 아내 중 하나를 고르도록 강요받아 아내를 죽여야만 했다고 털어놓는다.
집에 돌아오니 스튜어트 씨가 미리 집 안에 들어와있다. 스튜어트 씨는 자신이 어떤 큰 의지의 대리자에 불과하다고 설명하고 월터가 시력, 청력을 완전히 상실한 상태라고 알려주면서 두 개의 선택지를 준다. 월터를 장애인이 되게 내버려두고 100만 달러를 그대로 손에 쥔 채로 살거나 노마를 죽여서 월터에게 감각을 돌려주고 100만 달러는 은행에 보관해 성인이 된 월터의 미래 자금으로 쓰거나. 노마가 부탁해 아서가 노마에게 총을 쏘고, 아서는 경찰에 끌려간다.
영화는 상자 단추를 눌러 이 죽음을 초래한 다른 부부가 스튜어트 씨에게 100만 달러를 받는 모습을 보여주며 이런 과정이 영원히 반복될 것임을 암시한다. 

## 출연
- 캐머런 디애즈 - 노마 루이스 역
- 제임스 마즈든 - 아서 루이스 역
- 프랭크 랜젤라 - 알링턴 스튜어트 역
- 제임스 레브혼 - 놈 카힐 역
- 홈스 오즈번 - 딕 번스 역
- 길리언 제이컵스 - 데이나 / 세라 매슈스 역
- 실리아 웨스턴 - 라나 번스 역
- 리사 K. 와이엇 - 론다 마틴 역
- 존 머가로 - 찰스 역

## 기타 제작진
- 배역: 수잰 크롤리, 비너스 카나니, 메리 버뉴
- 미술: 앨릭 해먼드
- 세트: 트레이시 A. 도일
- 의상: 에이프릴 페리

## 반응

### 평가
로저 이버트는 이 영화에 별 넷 만점에 셋을 주었다.